# Harrison Sharp
Harrison Sharp (* 4. April 2001 in Aberdeen) ist ein schottischer Fußballtorhüter, der beim FC Dundee unter Vertrag steht.

## Karriere

### Verein
Harrison Sharp wechselte in seiner Jugendzeit von seinem Heimatverein FC Aberdeen zum FC Dundee. Der Torhüter gab sein Debüt für die erste Mannschaft, als er im Challenge Cup gegen Elgin City eingewechselt wurde, nachdem Torwart Calum Ferrie während des Spiels vom Platz gestellt worden war. Im Oktober 2020 wechselte Sharp für eine Saison auf Leihbasis zum Drittligisten Edinburgh City. Am 7. Januar 2021 unterzeichnete Sharp eine zweijährige Vertragsverlängerung in Dundee, wodurch er bis 2023 im Verein blieb. In der Saison 2021/22 gab Sharp sein Ligadebüt für Dundee in einem Spiel gegen den FC Motherwell am 5. März 2022. In dieser Saison bestritt er fünf weitere Einsätze und stand elfmal im Spieltagskader als Ersatztorhüter von Adam Legzdins. Dundee stieg am Ende der Saison in die zweite Liga ab. Sharp begann die Zweitligasaison 2022/23 als Stammtorhüter von Dundee und startete auch in allen vier Gruppenphasenspielen des schottischen Ligapokals. Im September verlor er den Platz zwischen Pfosten an Legzdins. Die Saison endete mit dem direkten Wiederaufstieg. Am 2. Juni 2023 gab Dundee bekannt, dass Sharp einen neuen Zweijahresvertrag unterzeichnet habe.
Am 3. August wechselte Sharp auf Leihbasis bis Januar 2024 zum schottischen Zweitligisten Dunfermline Athletic. Sein Debüt gab er zwei Tage später bei einem Ligasieg über den Airdrieonians FC. Nach seiner Rückkehr nach Dundee im Januar 2024 wurde Sharp im schottischen Pokalspiel gegen den FC Kilmarnock und in der Liga gegen den FC Livingston eingesetzt, bei dem er unter anderem einen Elfmeter hielt.

### Nationalmannschaft
Harrison Sharp wurde im Mai 2022 in den Kader der schottischen U21-Nationalmannschaft für die Länderspiele gegen Belgien und Dänemark berufen, kam jedoch nicht zum Einsatz.